# Jaroslav Mašek (fotbalista)
Jaroslav Mašek (* 8. července 1967) je bývalý český fotbalový záložník. Je to zkušený trenér a šéftrenér SpSM ve fotbalovém klubu Bohemians Praha 1905. Od 25.5. 2020 trénuje Bohemians Praha 1905 U14.

## Fotbalová kariéra
V české lize hrál za FK Viktoria Žižkov a FC Dukla Příbram. Nastoupil ve 41 utkáních a dal 4 góly. Ve slovenské lize hrál za FC DAC 1904 Dunajská Streda. Nastoupil v 18 utkáních a dal 4 góly.

## Ligová bilance
| Ročník                          | Zápasy | Góly | Klub                        |
| ------------------------------- | ------ | ---- | --------------------------- |
| 1. česká fotbalová liga 1993/94 | 2      | 1    | FK Viktoria Žižkov          |
| Gambrinus liga 1997/98          | 2      | 0    | FC Dukla                    |
| Mars superliga 1997/98          | 18     | 4    | FC DAC 1904 Dunajská Streda |
| Gambrinus liga 1998/99          | 21     | 1    | FC Dukla Příbram            |
| Gambrinus liga 1999/00          | 16     | 2    | FC Dukla Příbram            |
| CELKEM                          | 59     | 8    |                             |